# Oak Hill (Virginia Occidental)
Oak Hill es una ciudad ubicada en el condado de Fayette en el estado estadounidense de Virginia Occidental. En el Censo de 2010 tenía una población de 7730 habitantes y una densidad poblacional de 610,22 personas por km².

## Geografía
Oak Hill se encuentra ubicada en las coordenadas 37°59′4″N 81°9′5″O / 37.98444, -81.15139. Según la Oficina del Censo de los Estados Unidos, Oak Hill tiene una superficie total de 12.67 km², de la cual 12.65 km² corresponden a tierra firme y (0.14%) 0.02 km² es agua.

## Demografía
Según el censo de 2010, había 7730 personas residiendo en Oak Hill. La densidad de población era de 610,22 hab./km². De los 7730 habitantes, Oak Hill estaba compuesto por el 93.26% blancos, el 4.32% eran afroamericanos, el 0.27% eran amerindios, el 0.25% eran asiáticos, el 0.01% eran isleños del Pacífico, el 0.25% eran de otras razas y el 1.64% pertenecían a dos o más razas. Del total de la población el 1.22% eran hispanos o latinos de cualquier raza.

## Hijos ilustres
- Hank Williams